# 奧萊沙 (伊萬諾-弗蘭科夫斯克州)
48°50′11″N 25°8′11″E / 48.83639°N 25.13639°E

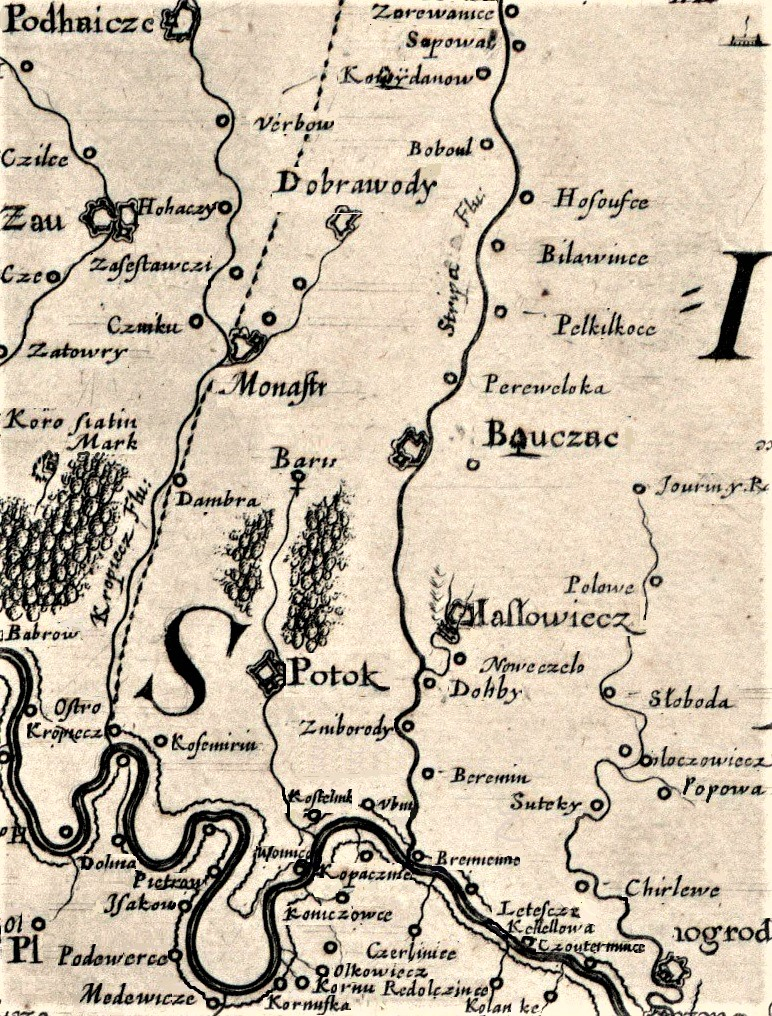
旧地图

奧莱沙（羅馬化：Olesha）是烏克蘭西部伊萬諾-弗蘭科夫斯克州伊万诺-弗兰科夫斯克区奥莱沙市镇内的村落及其行政中心。始建於1441年，面積26.6平方公里，2001年人口1,925，人口密度每平方公里72.5人。